# 陈钦 (汉朝)
陈钦（约前34年—15年），字子佚，交州苍梧郡广信县（今廣西梧州市， 一説今廣東封開）人，西汉末至新朝時代经学家，是岭南最早的经学家，被明末清初大学问家屈大均称为“粤人文之大宗”。王莽篡漢稱帝後封陈钦为厌难将军，進駐匈奴邊境防範匈奴入侵。新朝天鳳二年（15年），王莽為與匈奴修好而處死陈钦。其子陳元亦為經學家，著有《左傳異同》。父子同葬在今廣東省封開縣江口鎮附近的將軍博士墓（今已毀）。